# Falco pelegrinoides
El halcón tagarote (Falco pelegrinoides) también conocido como halcón de Berbería, es una especie de ave falconiforme de la familia Falconidae. Es considerado por algunos autores como una subespecie del halcón peregrino (Falco peregrinus).

## Descripción
Es de aspecto muy similar al halcón peregrino, del que se diferencia por ser de menor tamaño y más ligero, más pálido por el dorso y por presentar una mancha rojiza en la nuca de la que su pariente carece.

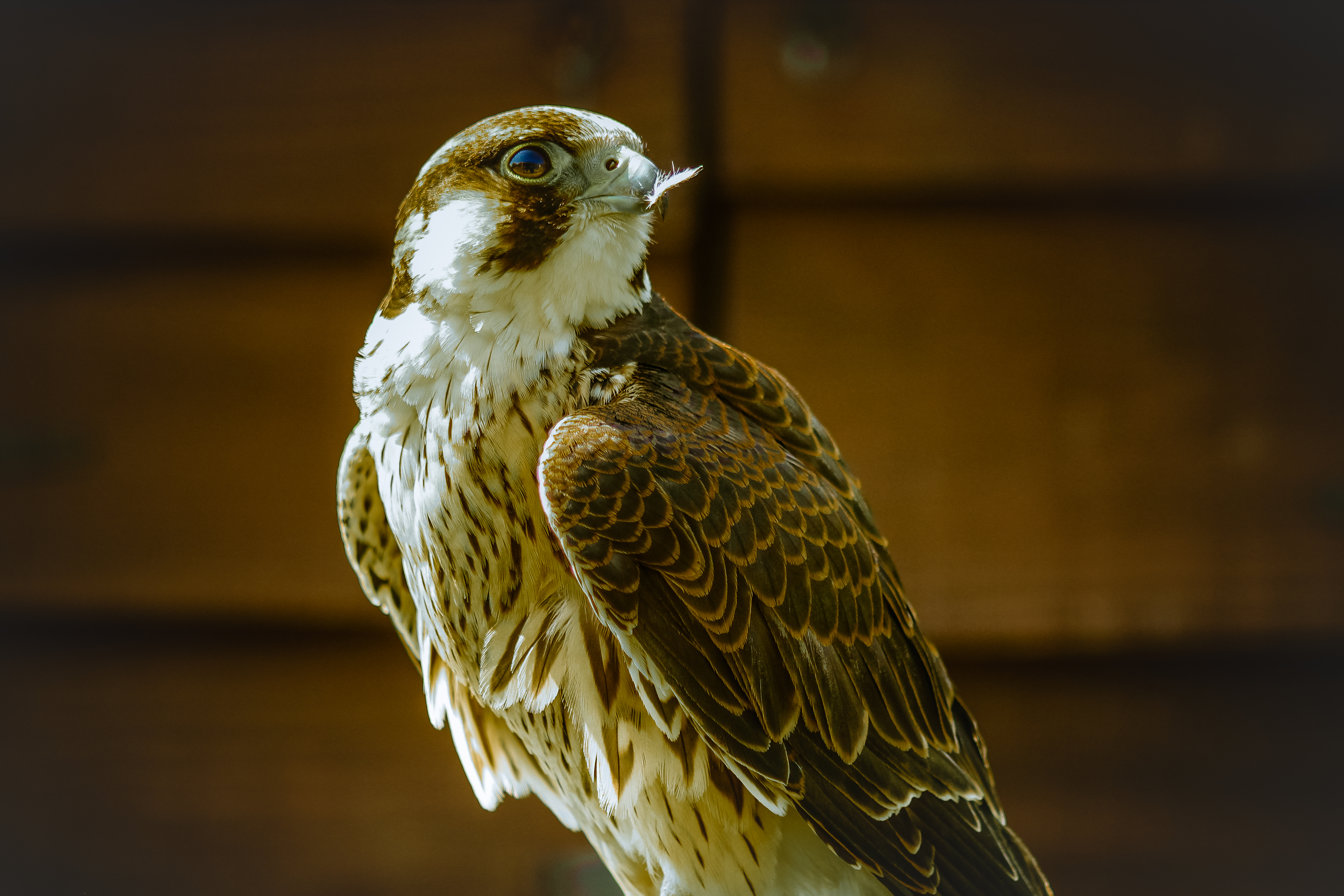
Halcón tagarote

## Distribución
Habita en Afganistán, China, Eritrea, Irán, Irak, Israel, Jordania, Kazajistán, Kuwait, Kirguistán, Níger, Marruecos, Argelia, Túnez, Mauritania, Egipto, Arabia Saudí, Canarias, Siria, Tayikistán, Turkmenistán, Uzbekistán y Yemen.
En Canarias cría en todas las islas principales del archipiélago y en los islotes de Lanzarote. Estas poblaciones están incluidas en el Catálogo Nacional de Especies Amenazadas del Estado español y en el Catálogo Regional de Canarias con el estatus de en peligro de extinción.

## Comportamiento
Anida en acantilados marinos y se alimenta principalmente de palomas.

## Subespecies
Esta ave tiene dos subespecies reconocidas.
- Falco pelegrinoides babylonicus P. L. Sclater, 1861
- Falco pelegrinoides pelegrinoides Temminck, 1829